# Yale Law Journal
El Yale Law Journal es una revista de leyes administrada por los estudiantes de la Escuela de Derecho de la Universidad Yale. La revista se ha publicado de manera continua desde 1891 y es una de las publicaciones sobre leyes más citadas en los Estados Unidos.
La revista se publica ocho veces al año y contiene artículos, ensayos, novedades y reseñas de libros realizadas por profesionales del derecho así como notas y comentarios escritos por estudiantes de la universidad. La revista es editada exclusivamente por estudiantes. También cuenta con una versión en línea, el Yale Law Journal Forum, que muestra artículos de opinión escritos por académicos, profesionales y responsables políticos.
El Yale Law Journal es responsable, junto al Harvard Law Review, el Columbia Law Review y el University of Pennsylvania Law Review de la publicación del libro Bluebook: A Uniform System of Citation, una guía de estilo de lenguaje jurídico, ampliamente reconocida como una fuente de autoridad en el formato de citaciones judiciales de los Estados Unidos.